# Ostfriesische Lufttransport
OLT (Ostfriesische Lufttransport) era una aerolínea situada en Emden, Alemania. Esta compañía operaba vuelos regulares regionales así como vuelos chartes, uniendo el noroeste de Alemania con otras partes del país y Bremen con otros destinos europeros. Su base principal era el Aeropuerto de Bremen.

## Historia

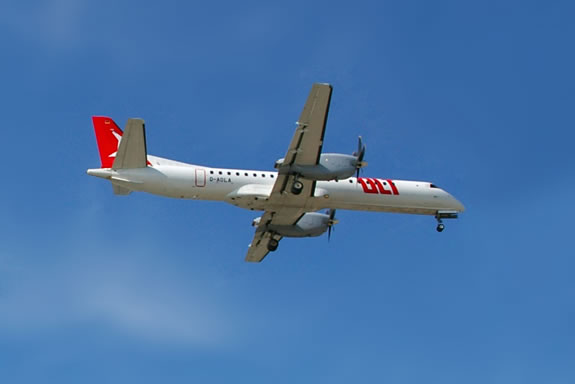
Un SAAB 2000 de OLT aterrizando en el Aeropuerto de Luton, Reino Unido.

OLT se fundó en el año 1958 en Emden, operando desde un principio vuelos como taxi aéreo a las islas del Mar del Norte- Estos servicios se ampliaron hacia los vuelos chárter hacia Europa, y en el año 1991, se realizaron los primeros vuelos regulares domésticos desde Bremen.
La Aerolínea dejó de operar el 27 de enero de 2013.

## Flota
La flota de Ostfriesische Lufttransport constaba de las siguientes aeronaves (a 1 de diciembre de 2010):
- 2 Fokker 100[2]
- 3 Saab 2000
- 2 Saab 340
- 1 Cessna 208
- 3 Britten-Norman Islander
- 1 Gippsland GA8
- 1 Cessna 172